# Ælfwald I di Northumbria
Ælfwald (... – 23 settembre 788) regnò sulla Northumbria dal 778 alla morte.

## Biografia
Sarebbe stato figlio di Oswulf e nipote di Eadberht Eating. Ælfwald succedette sul trono a Æthelred figlio di Æthelwald Moll, che era stato deposto nel 778. Fu poi ucciso, forse a Chesters, dall'ealdorman Sicga. Gli succedette il cugino Osred, figlio di Alhred e Osgifu figlia di Eadberht Eating. I figli di Ælfwald, Ælf e Ælfwine, furono uccisi nel 791 per ordine di re Æthelred, mentre il figlio Bearn venne arso vivo il 9 gennaio 780 a Selectune dal successore di Ælfwald, Osred,.  Ælfwald fu sepolto nell'abbazia di Hexham, dove fu considerato un santo.

Albero genealogico dei sovrani di Northumbria del VII secolo.